# 973 (szám)
A 973 (római számmal: CMLXXIII) egy természetes szám, félprím, a 7 és a 139 szorzata.

## A szám a matematikában
A tízes számrendszerbeli 973-as a kettes számrendszerben 1111001101, a nyolcas számrendszerben 1715, a tizenhatos számrendszerben 3CD alakban írható fel.
A 973 páratlan szám, összetett szám, azon belül félprím, kanonikus alakban a 71 · 1391 szorzattal, normálalakban a 9,73 · 102 szorzattal írható fel. Négy osztója van a természetes számok halmazán, ezek növekvő sorrendben: 1, 7, 139 és 973.
A 973 négyzete 946 729, köbe 921 167 317, négyzetgyöke 31,19295, köbgyöke 9,90918, reciproka 0,0010277. A 973 egység sugarú kör kerülete 6113,53930 egység, területe 2 974 236,871 területegység; a 973 egység sugarú gömb térfogata 3 858 576 634,4 térfogategység.